# بيت ذا مانور (كامبريدجشير)

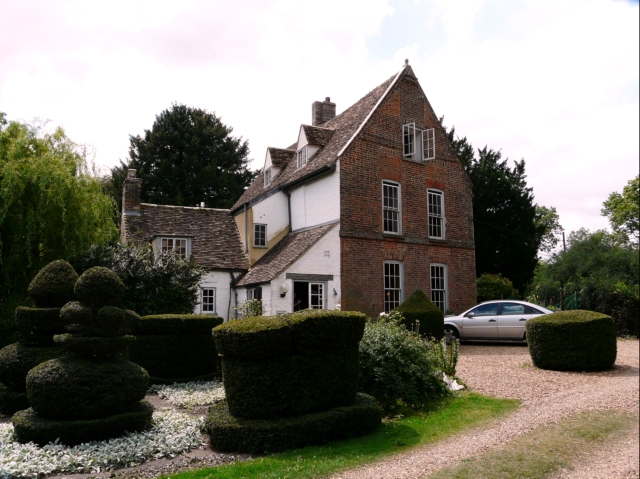
منزل مانور في همنغفورد جراي.

زا مانور وتعني القصر هو منزل في قرية همينغفرد غري بكامبريدجشير. بُني المنزل في ثلاثينيات القرن الحادي عشر وهو أحد أقدم المنازل المأهولة باستمرار في بريطانيا - وغالبًا ما يُزعم أنه الأقدم على الرغم من كون هذا الأمر محل خلاف. لا يزال جزء كبير من المنزل الأصلي سليمًا على الرغم من التغييرات المختلفة التي طرأت عليه على مدى تسعة قرون.
كان القصر خلال أوائل القرن الثامن عشر موطنًا لعائلة جانينجز، الأختانماريا وإليزابيث جانينجز، اللتان اشتهرتا بكونهما من بين أجمل النساء في أوروبا . وصفه الأختان الشاعر ويليام كوبر وهو يمشي مع كلبه على ضفاف النهر بأنهما اثنان من الحوريتين. تزوجت ماريا لاحقًا من إيرل كوفنتري. وتزوجت إليزابيث مرتين، أولاً من دوق هاملتون وثانياً من دوق أرجيل، وأنجبت ولدين من كل منهما وأصبحت أم لأربعة دوقات.
اشتهر المنزل بالكاتبة لوسي م. بوسطن التي اشترته في عام 1939 وأعادت تسميته باسم جرين نووي ومكثت به لفترة طويلة، وكتبت به العديد من الكتب أثناء إقامتها هناك. وبصرف النظر عن حديث القديس كريستوفر الخيالي عن المنزل، يمكن العثور على كل شيء تقريبًا عن القصر في الكتب. قُدمت حفلات الغراموفون في المنزل للطيارين خلال الحرب العالمية الثانية. ولا يزال المنزل كما تركته بوسطن عند وفاتها في عام 1990، وهو مفتوح للزوار عن طريق الحجز.
تُحاط الحدائق التي أنشئتها لوسي بوسطن بخندق مائي وبها أزهار السوسن الحائزة على جوائز لندرتها، وبعض الحدود العشبية. يرعى الحديقة حملة حماية المناطق الريفية في إنجلترا.

## روابط خارجية
- موقع مانور
- مقابلة مع ديانا بوسطن: الجزء الأول
- مقابلة مع ديانا بوسطن: الجزء الثاني